# Mundagadore, Shrirangapattana
Mundagadore là một làng thuộc tehsil Shrirangapattana, huyện Mandya, bang Karnataka, Ấn Độ.